# Radio Days
『Radio Days』（ラジオ・デイズ）は、鈴木雅之の2枚目のソロアルバム。

## 解説
シングル「Dry・Dry」の他、山下達郎プロデュースによる3曲を含む、ソロデビューアルバムから2年ぶりとなるセカンド・アルバム。発売からおよそ4か月後、シングル「Guilty」がリカットされた。本作を引っ提げて東名阪ツアーが行われた。
1991年8月23日、CD盤にて再発された。

## 収録曲
| #         | タイトル                            | 作詞       | 作曲      | 編曲      | 時間  |
| --------- | ----------------------------------- | ---------- | --------- | --------- | ----- |
| 1.        | 「“おやすみロージー” introduction」 | 山下達郎   | 山下達郎  | 山下達郎  | 0:31  |
| 2.        | 「Guilty」                          | 竹内まりや | 山下達郎  | 山下達郎  | 4:40  |
| 3.        | 「Misty Mauve」                     | 竹内まりや | 山下達郎  | 山下達郎  | 4:36  |
| 4.        | 「Wild Beat」                       | 西尾佐栄子 | 鈴木雅之  | 有賀啓雄  | 4:22  |
| 5.        | 「微笑みを待ちながら」              | 神沢礼江   | 安部恭弘  | 佐藤博    | 4:42  |
| 6.        | 「雨に願いを」                      | 直枝政太郎 | 松尾清憲  | 佐藤博    | 4:53  |
| 合計時間: | 合計時間:                           | 合計時間:  | 合計時間: | 合計時間: | 23:44 |

| #         | タイトル                                          | 作詞       | 作曲      | 編曲      | 時間  |
| --------- | ------------------------------------------------- | ---------- | --------- | --------- | ----- |
| 1.        | 「DRY・DRY」                                      | 西尾佐栄子 | 鈴木雅之  | 戸田誠司  | 3:54  |
| 2.        | 「For Your Love」                                 | 真沙木唯   | 佐藤博    | 佐藤博    | 4:39  |
| 3.        | 「Tandem Run」                                    | 真沙木唯   | 佐藤博    | 佐藤博    | 4:47  |
| 4.        | 「河の彼方」                                      | 西尾佐栄子 | 松尾清憲  | 有賀啓雄  | 3:52  |
| 5.        | 「おやすみロージー（Angel Baby へのオマージュ）」 | 山下達郎   | 山下達郎  | 山下達郎  | 2:43  |
| 合計時間: | 合計時間:                                         | 合計時間:  | 合計時間: | 合計時間: | 19:55 |